# Niente resurrezioni, per favore
Niente resurrezioni, per favore (No Resurrection, Please) è un romanzo del 1979 dello scrittore ebreo tedesco Fred Uhlman, il terzo della Trilogia del ritorno, da cui è composta anche L'amico ritrovato e Un'anima non vile (i tre romanzi insieme sono stati pubblicati da Guanda nel 1989). È stato pubblicato per la prima volta nel 1979 da Longanesi col titolo Per carità, che i morti non risorgano in volume con L'amico ritrovato.

## Trama
Simon Elsas è un giovane ebreo sfuggito al nazismo, andato a vivere negli Stati Uniti dove ha studiato legge e successivamente è diventato pittore.
Simon ritorna a Stoccarda, dove aveva frequentato il gymnasium e non riconosce la città della sua gioventù, poiché totalmente cambiata. Entrato in un bar incontra per caso un ex compagno di classe, che si dimostra molto affettuoso con lui, che invece rimane freddo e distaccato. Per la stessa sera viene invitato ad una riunione con i suoi vecchi compagni, rimasti in pochi, perché molti sono caduti in guerra.
Mentre torna verso l'albergo, Elsas si ferma davanti a una casa, quella di Charlotte von Gültlingen, di cui per molti anni era stato innamorato. Spinto dalla curiosità, suona alla porta e incontra Charlotte, non più giovane e bella come una volta. Con lei si intrattiene in una breve conversazione, ma egli mantiene un atteggiamento distaccato e i due si congedano a malincuore, perché entrambi avrebbero voluto dirsi molte cose.
La riunione tra compagni che si svolge la sera, da incontro gioioso si trasforma in un dibattito in cui riaffiorano sentimenti che sembravano ormai dimenticati. Elsas finalmente riesce a dare sfogo alla sua tristezza per avere subito tante mortificazioni e tante sofferenze.
Prima di ripartire Elsas decide di dipingere un quadro della città "amata e odiata" in cui avrebbe espresso i suoi più intimi sentimenti, ben sapendo che mai più sarebbe ritornato nella sua vecchia patria.

## Edizioni
- Fred Uhlman, Niente resurrezioni, per favore, traduzione di Elena Bona, TEA,  p. 69, ISBN 88-7818-675-9.